# Adina (roślina)
Adina – rodzaj roślin z rodziny marzanowatych (Rubiaceae). Obejmuje 8–9 gatunków występujących we wschodniej i południowo-wschodniej Azji. 

## Systematyka
Pozycja według APweb (aktualizowany system APG IV z 2016)
Przedstawiciel rodziny marzanowatych (Rubiaceae) należącej do rzędu goryczkowców (Gentianales) reprezentującego dwuliścienne właściwe.
Wykaz gatunków
- Adina cordifolia (Roxb.) Brandis
- Adina dissimilis Craib
- Adina eurhyncha (Miq.) Å.Krüger & Löfstrand
- Adina fagifolia (Teijsm. & Binn. ex Havil.) Valeton ex Merr.
- Adina malaccensis (Ridsdale) Å.Krüger & Löfstrand
- Adina metcalfii Merr. ex H.L.Li
- Adina multifolia Havil.
- Adina pilulifera (Lam.) Franch. ex Drake
- Adina pubicostata Merr.
- Adina rubella Hance
- Adina trichotoma (Zoll. & Moritzi) Benth. & Hook.f. ex B.D.Jacks.